# Batalla de Bannockburn
La batalla de Bannockburn (24 de juny de 1314) fou una significativa victòria escocesa en la Guerra de la Independència d'Escòcia, es tracta d'una batalla decisiva en la Primera Guerra d'Independència (1296-1328).

## Preludi
El 1314, Edward Bruce, germà del rei Robert I d'Escòcia, va posar setge al castell de Stirling, defensat per Sir Philip Mowbray. Incapaç de prendre la fortalesa, Bruce i Mowbray van acordar que es rendiria a l'estiu si els anglesos no havien acudit en el seu socors.
Stirling tenia una importància estratègica vital per controlar les fronteres entre ambdues nacions, i la seva pèrdua hauria estat un cop molt dur pels anglesos. Donat que el termini de temps era prou ample, el rei Eduard II d'Anglaterra i els seus barons van decidir reunir un fort exèrcit i entrar en terres d'Escòcia un cop més.

## Edward es dirigeix al nord
Socórrer el castell de Stirling era només un pretext per Eduard, que realment pretenia localitzar i destruir l'exèrcit escocès i guanyar la guerra. Les seves tropes sumaven entre 2.000 i 3.000 cavallers, més 16.000 infants. Al rei anglès l'acompanyaven veterans com Henry de Beaumont i John Comyn, fill de l'antic Guardià d'Escòcia John Comyn el roig, assassinat pel rei Robert. El nombre de les forces escoceses és desconegut, però s'estima que era més o menys la meitat, i s'esperaven als peus de Stirling

## Preparacions
L'exèrcit anglès avançava ràpidament, arribant a Edimburg el 19 de juny i Falkirk el 22, a només 15 milles de Stirling, tot seguint una vella via romana que creuava un bosc conegut com a "Tor Wood". Allí s'estava reunint l'exèrcit escocès, perquè el bosc oferia cobertura pels seus moviments i facilitaven una possible retirada. Les tropes de Bruce eren majoritàriament infants armats amb llargues llances, dividits en tres seccions, més un petit contingent de cavalleria. Els arquers, no més de 500, no van tenir un paper important en la batalla.
El rei Robert era calculador i mai estava disposat a apostar-ho tot en una sola batalla, com li va passar a William Wallace a la batalla de Falkirk. Així ho sabien els anglesos, que confiaven que la seva superioritat numèrica obligaria a Robert a retirar-se, però aquest cop el rei va decidir presentar batalla, especialment degut al fet que el terreny li era molt favorable: diversos rius i torrents regaven els camps, de manera que l'únic terra sòlid practicable per la cavalleria enemiga era la via romana, per on els anglesos avançaven en formació molt estreta i sense espai per desplegar-se.

## Primer dia de la batalla

Primer dia de la batalla

El 23 de juny, diumenge, l'avatnguarda anglesa va albirar la secció liderada pel rei Robert. Fou llavors quan 
un cavaller anglès, Henry de Bohun, va veure el rei cavalcant a certa distància, allunyat de les seves tropes.

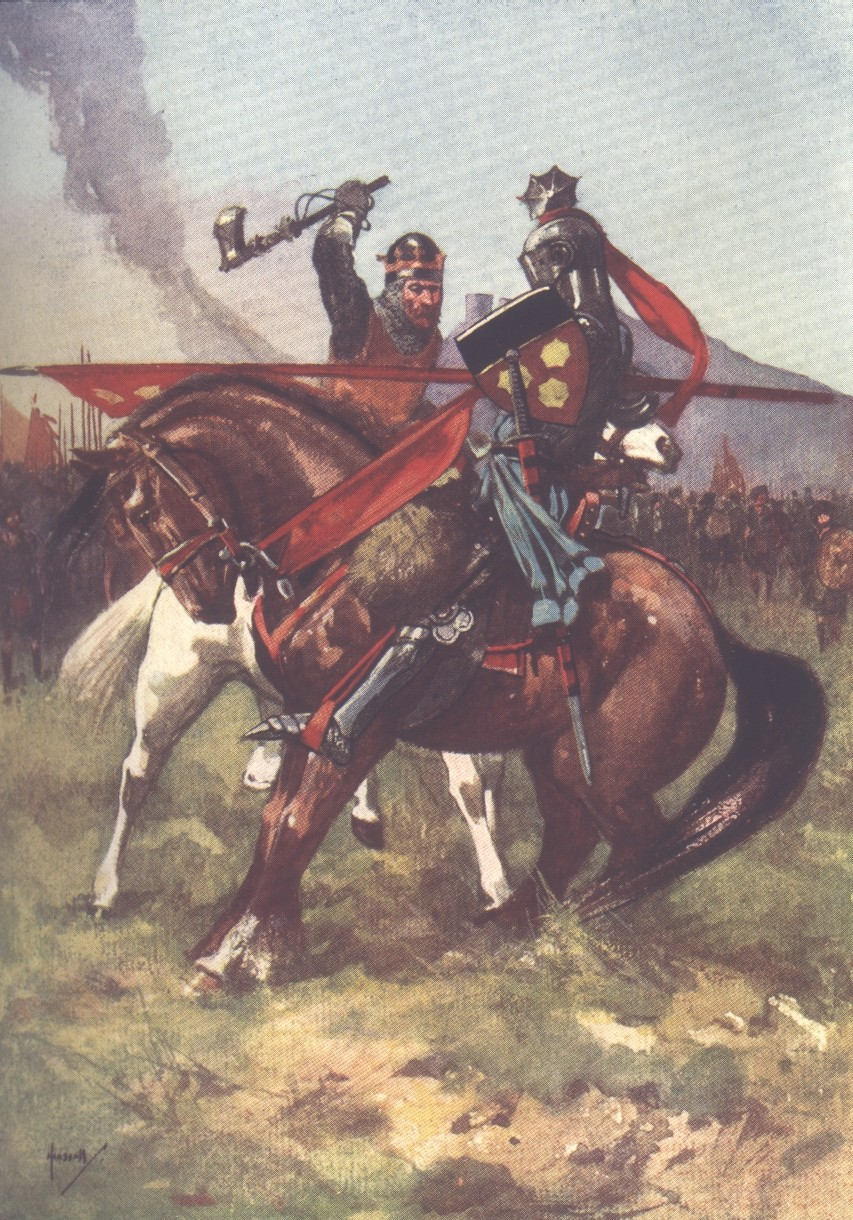
El rei Robert derrota el cavaller De Bohun

De Bohun, pensant que podia assolir la glòria acabant amb el rei escocès, va carregar contra ell en solitari. El rei Robert no portava armes ni armadura, a part de la seva destral, però va maniobrar ràpidament el seu cavall evitant la càrrega del cavaller anglès i d'un cop de destral li va partir el casc i el cap en dos. Aquest encontre, a la vista dels dos exèrcits, marcaria el desenvolupament de la batalla: els anglesos fortament armats però sense agilitat ni maniobra caurien en mans dels escocesos, més hàbils, que aprofitaren tàctiques oportunistes.
Encoratjats pel duel, la divisió del rei Robert va caure sobre l'avantguarda anglesa, fent-la retrocedir cap als boscs. Al mateix temps, una segona força de cavalleria anglesa liderada per Robert Clifford i Henry de Beaumont avançaven cap a Stiling i foren interceptats per les formacions tancades dels escocesos, armats amb llargues llances per defensar-se de les càrregues dels cavalls.

## Segon dia de la batalla

Segon dia de la batalla

El rei Robert havia disposat diverses trampes i obstacles en el terreny per forçar els anglesos a seguir per la via romana, avançant de manera molt lenta des del sud. L'alba del 24 de juny, els llancers escocesos sortiren del seu amagatall en el bosc a l'encontre d'Edward III, fent una petita pausa per les seves oracions. Es diu que el rei anglès, en veure els escocesos pregant de genolls, va exclamar "Demanen pietat!!" "Pietat, si." Li va respondre un dels seus consellers, "Però de Déu, no de vos. Aquests homes venen a vèncer o morir."
El senyor de Gloucester va sol·licitar al rei atacar en aquell mateix moment, però aquest es va negar considerant-ho un acte de covardia. Aparentment el senyor de Gloucester va atacar de totes maneres per acabar empalat contra el bosc de llances escoceses juntament amb els seus homes. La mida de l'exèrcit anglès començava a ser un problema seriós, perquè van perdre un temps massa valuós preparant la formació d'atac.
Les tropes escoceses, al contrari, avançaren en bloc, empentant la massa enemiga. Els homes d'Edward estavan tan junts que si un queia era esclafat pels seus companys, i els arquers gal·lesos no tenien espai per disparar. Desesperats per tenir una bona visió de l'enemic, els arquers es desplaçaren cap a l'esquerra, però Robert Bruce s'havia anticipat i la seva cavalleria lleugera de 500 genets els va dispersar. El pànic dels arquers fugint per la seva vida es va contagiar a la infanteria anglesa que va començar a fugir.
Els crits eufòrics dels escocesos, que veien com l'enemic començava a fugir en desbandada, va atreure tots aquells que encara hi havia al campament, no necessàriament homes d'armes però servents, cuiners i d'altres que acompanyaven l'exèrcit, que prengueren tota mena d'armes i carregaren també contra l'enemic. Els anglesos es pensaren que aquests eren tropes fresques de reserva i perderen tota esperança. Alguns intentaren travessar el riu Forth però la majoria s'ofegà. Altres intentaren creuar de nou el Bannockburn, però a mesura que fugien pel terreny ple d'aigua i fang eren caçats sense pietat pels homes de Robert.

## Fugida
Edward va fugir amb la seva guàrdia personal, fins a arribar al Castell de Dunbar, des d'on es va embarcar de retorn a Anglaterra. Molts dels seus homes que no foren morts en el camp de batalla, van caure quan buscaven refugi en les poblacions veïnes. L'historiador Peter Reese diu que "només un grup d'un considerable nombre d'infants va aconseguir arribar a Anglaterra." Aquests foren un grup de gal·lesos que va romandre unit sota el seu comandant Sir Maurice de Berkeley fins a arribar a Carlisle. Així doncs, Reese considera poc probable que més d'un terç dels soldats anglesos escapés amb vida.

## Importància històrica
La victòria escocesa fou total i va enfortir molt la posició de Robert Bruce al capdavant de la corona. Escòcia seria reconeguda per Anglaterra com nació totalment independent déu anys més tard. Malgrat tot, els enfrontaments entre ambdues nacions continuaria més endavant, amb sonades victòries angleses a les batalles de Dupplin Moor i Halidon Hill.